# 1772
1772 (MDCCLXXII) je bilo prestopno leto, ki se je po gregorijanskem koledarju začelo na sredo, po 11 dni počasnejšem julijanskem koledarju pa na nedeljo.

## Rojstva
- 10. marec - Karl Wilhelm Friedrich von Schlegel, nemški pesnik, kritik, učenjak († 1829)
- 15. marec - Jožef Ficko, hrvaški pisatelj, slovenskega rodu († 1843)
- 7. april - Charles Fourier, francoski utopični socialist († 1837
- 18. april - David Ricardo, angleški ekonomist († 1823)
- 2. maj - Novalis, nemški pesnik († 1801)
- 20. maj - sir William Congreve, angleški izumitelj († 1828)
- 14. avgust - Ram Mohan Roy, indijski (bengalski) hindujski družbeni reformator in ustanovitelj gibanja Brahmo Samadž († 1833)
- 21. oktober - Samuel Taylor Coleridge, angleški pesnik, kritik, filozof († 1834)

## Smrti
- 6. januar - Samuel Johnson, ameriški filozof, Berkeleyev dopisovalec (* 1696)
- 22. marec - John Canton, angleški fizik (* 1718)
- 29. marec - Emanuel Swedenborg, švedski znanstvenik, filozof, teozof (* 1688)